# Extrophia vesicae
Een extrophia vesicae of blaasextrophie is een aangeboren buikwanddefect. Tijdens de zwangerschap wordt de voorste buikwand niet volledig gesloten waardoor de blaas als het ware opengeklapt op de buik ligt. Afwijkingen die kunnen optreden zijn er aan de blaas, urinewegen, bekken en geslachtsorganen. 
Afhankelijk van de ernst van de afwijking en de kundigheid van de behandelende artsen, kunnen patiënten met blaasextrophie een vrij normaal leven leiden.

## Oorzaak
De exacte oorzaak is nog niet ontdekt. Men gaat ervan uit dat er ergens tijdens de vierde week van de zwangerschap een fout optreedt bij de ontwikkeling van het mesoderm van het embryo, waardoor de vorming en het sluiten van de blaas en het onderste gedeelte van de buikwand mislukt. Er zijn sterke aanwijzingen dat de afwijking niet erfelijk is bepaald.

## Behandeling
Het pasgeborene zal de eerste weken, soms zelfs maanden, in het ziekenhuis verblijven. Het tijdstip van de operatie(s) en het aantal operaties verschilt per patiënt. Bij de meest gebruikelijke behandeling worden direct na de geboorte de blaas, de plasbuis en de buikwand gesloten en de bekkenbeenderen naar elkaar gebracht. In tweede instantie worden de urineleiders opnieuw in de blaaswand gezet en de blaasmond opnieuw gevormd. 
De geslachtorganen worden indien nodig geconstrueerd om ze een zo natuurlijk mogelijke vorm te geven. Eventueel wordt een cosmetische navel gemaakt.